# 哈利法克斯國際安全論壇
哈利法克斯國際安全論壇（英語：Halifax International Security Forum，縮寫HISF），簡稱哈利法克斯論壇，是一間總部位於美国華盛頓特區的獨立、無黨派非營利組織。它是國際政府和軍事官員、學者、作家和企業家的論壇和網絡。哈利法克斯論壇旨在解決全球安全問題。該論壇以在加拿大新斯科舍省哈利法克斯舉行的年度安全峰會而聞名，每年聚集了來自70多個國家的300多名代表。

## 歷史
哈利法克斯國際安全論壇成立於 2009 年，是美國德國馬歇爾基金會內的一項計劃，得到了加拿大政府的財政支持。其年會於11月中旬在哈利法克斯舉行，通常是美國感恩節前的周末。2011年論壇成為獨立組織，並由期刊《外交》作為媒體合作夥伴加入。

## 年度論壇
2025年哈利法克斯國際安全論壇於2025年2月20日至21日舉行，首次跨出北美洲選擇在臺灣舉辦論壇。

## 麥凱恩公共事務領袖獎
麥凱恩公共事務領袖獎又譯馬侃公共服務領袖獎或簡稱馬侃獎。於2018年創立，以已故美國共和黨籍亞利桑那州聯邦參議員約翰·馬侃（John McCain）為名，旨在肯定來自任何國家、在追求人類正義上展現出色領導能力的人。
2018年   希臘勒斯博島的人民。表彰他們拯救逃離衝突的中東難民的英勇行動。
2019年   香港人。他們在中國政府的壓迫下勇敢地為自己的權利而戰。
2020年   中華民國總統蔡英文。2021年5月4日，論壇向中華民國總統蔡英文頒授2020年麥凱恩公共事務領袖獎章（John McCain Prize），表揚蔡英文是另一位自由鬥士和華語世界中最具力量的一位政治領袖
。蔡英文在Facebook回應，指這份榮耀歸於全台灣人民。2021年7月21日，哈利法克斯國際安全論壇於官網發布將於2022年1月21-23日在台北舉行首度的亞洲論壇，並以繁體中文與英文並陳的方式，公告此消息。

## 外部連結
- 官方网站